# Александра Вікторія Шлезвіг-Гольштейн-Зондербург-Глюксбурзька
Александра Вікторія Августа Леопольдіна Шарлотта Амалія Вільгельміна Шлезвіг-Гольштейн-Зондербург-Глюксбурзька (нім. Alexandra Viktoria Auguste Leopoldine Charlotte Amalie Wilhelmine von Schleswig-Holstein-Sonderburg-Glücksburg, 21 квітня 1887 — 15 квітня 1957) — принцеса Шлезвіг-Гольштейн-Зондербург-Глюксбурзька з династії Глюксбургів, донька герцога Шлезвіг-Гольштейн-Зондербург-Глюксбурзького Фрідріха Фердинанда та принцеси Ауґустенбурзької Кароліни Матильди, дружина прусського принца Августа Вільгельма, а після розлучення з ним — капітан-лейтенанта Арнольда Рюманна.
Художниця.

## Біографія
Народилась 21 квітня 1887 року у маєтку Ґрюнхольц у Шлезвігу, на території Пруссії. Була другою дитиною та другою донькою в родині герцога Шлезвіг-Гольштейн-Зондербург-Глюксбурзького Фрідріха Фердинанда та його дружини Кароліни Матильди Ауґустенбурзької. Мала старшу сестру Вікторію Адельгейду, а також молодших — Гелену, Адельгейду, Кароліну Матильду та брата Вільгельма Фрідріха.
У маєтку Ґрюнхольц провела більшу частину дитинства та юності. Освіту здобувала разом зі старшою сестрою в репетиторів і гувернанток. Вивчала німецьку, французьку й англійську мови, математику, історію й політику, мала уроки музики й танців.

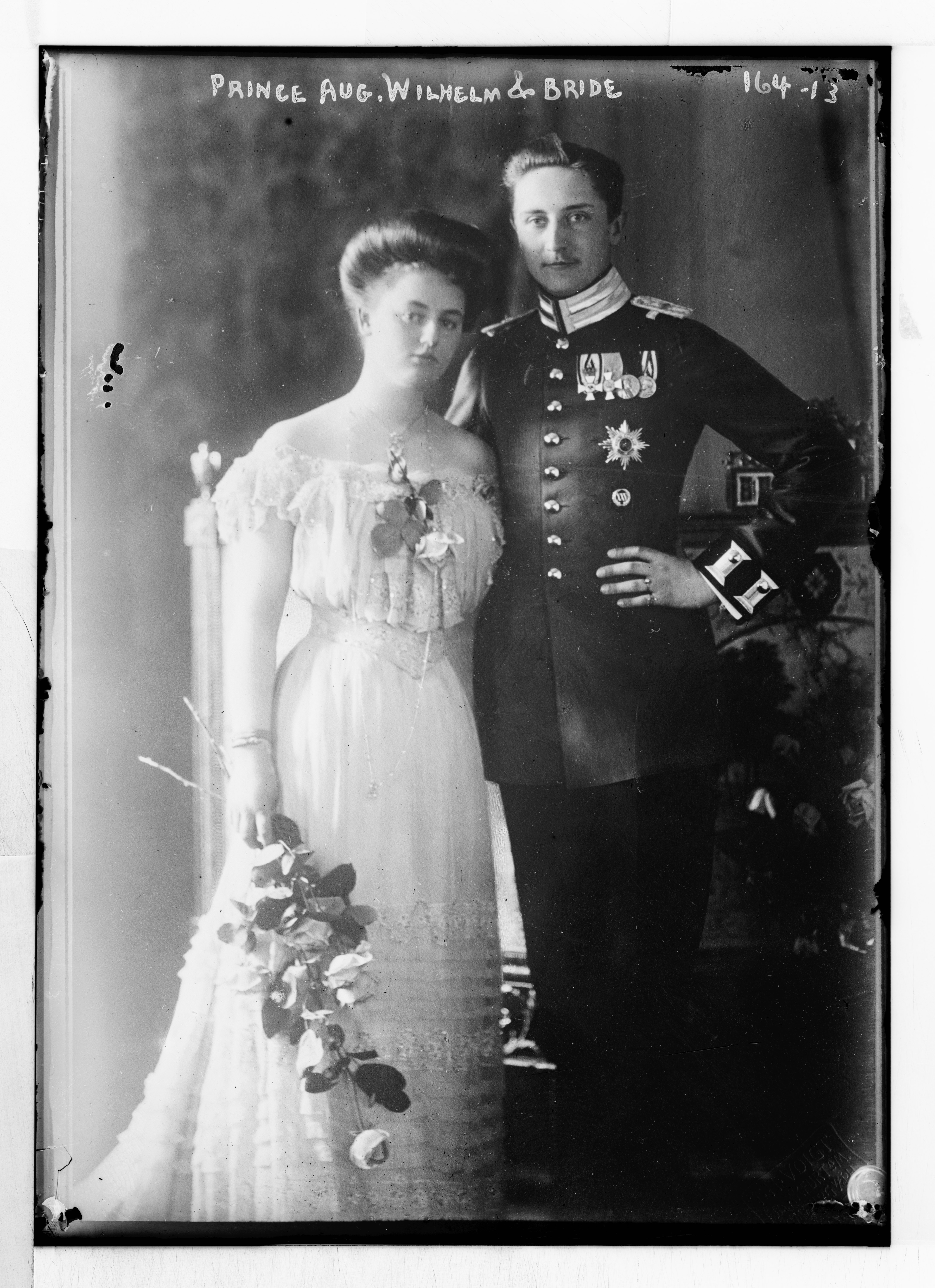
Світлина з першим чоловіком роботи Т. Г. Фоґта

У 21-річному віці взяла шлюб зі своїм кузеном, прусським принцом Августом Вільгельмом, що був її однолітком. Наречений був сином імператора Вільгельма II та її тітки, принцеси Августи Вікторії Ауґустенбурзької. Правляче подружжя і стало організатором даного союзу. Весілля пройшло 22 жовтня 1908 року в Міському палаці Берліна. Александра Вікторія була улюбленицею свекрухи і перший час подружнє життя було щасливим.
Молодята планували оселитися у берлінському палаці Шонгаузен, але імператор дарував їм Лігницьку віллу у парку Сан-Сусі в Потсдамі. Оселившись там, пара зробила свою резиденцію місцем зустрічі вчених і художників. У подружжя з'явився єдиний син.
Під час Першої світової війни Август Вільгельм був призначений адміністратором округу Руппін, і сімейство переїхало до замку Райнсберг. Родинне життя погіршувалося, у тому числі, через близькі стосунки принца з Гансом фон Макензеном, але Вільгельм II виступав проти розлучення. Зрештою, воно було оформлене після падіння монархії, 16 березня 1920 року. Син залишився під опікою батька.
У 34 роки Александра Вікторія взяла другий шлюб із 37-річним капітан-лейтенантом Арнольдом Рюманном. Весілля пройшло 7 січня 1922 року у Ґрюнхольці. Даний союз залишився бездітним. Пара розлучилася 3 липня 1933 року.
Померла 15 квітня 1957 року в Ліоні. Була похована на родинному цвинтарі Луїзенлунду.

## Діяльність як художниці
Навчалася образотворчому мистецтву у німецького художника й педагога Артура Кампфа. Під час навчання практикувалася у малюванні візерунків для шпалер,  акварелі та етюдах сангіною й олівцем. Протягом першого шлюбу утримувала два дитячі притулки у Берліні на кошти, отримані з продажу своїх картин. У 1920 році у відбулася її перша виставка у Museumsberg Flensburg, на якій були представлені пейзажі Глюксбургу, Фленсбург-фьорду та  околиць Райнсбергу. У 1926–1932 роках подорожувала США у житловому трейлері й продала більш, ніж сотню, картин, серед яких були пейзажі, портрети та зображення квітів. У 1942 році виставляла свою картину на Великій берлінській художній виставці у Національній галереї. Після Другої світової війни подорожувала Європою та заробляла продажем картин.

## Родина
Чоловік —  Август Вільгельм Прусський (1887–1949)
Діти:
- Александр Фердинанд (1912—1985) — оберлейтенант люфтваффе, був морганатично одружений з Ірмгард Вайганд, мав єдиного сина.